# Chrystele Saint Louis Augustin
(Chrystèle Saint Louis Augustin in un'intervista a Vogue)
(Dal sito di Missoni)
Chrystèle Saint Louis Augustin (Parigi, 27 dicembre 1974) è una supermodella e attrice francese.

## Carriera
Proveniente da una famiglia di colore delle Indie Occidentali, crebbe a Vitry sur Seine; studiò comunicazione e giornalismo all'Istituto francese per la stampa, quindi, dietro suggerimento di un amico, partecipò ad un casting aperto ad aspiranti modelle e lì fu scoperta ed ingaggiata dalla City Models.

## Pubblicità
Vanta pubblicità per Yves Saint Laurent, Benetton, Emanuel Ungaro, Givenchy, Hermès, Kenzo, Missoni e Shiseido.

## Copertine
Le sue foto sono comparse su anche varie copertine di
- Vogue, nelle edizioni australiana del luglio 1997, francese dell'ottobre 1994 e tedesca del febbraio 1996[3]
- Elle, nelle edizioni giapponese del dicembre 1997 e statunitense del luglio 1995[3]
- Cosmopolitan (periodico), nell'edizione francese (gennaio 1999)[3].

## Sfilate
Ha sfilato anche per Yves Saint Laurent, Givenchy, Christian Dior, Vivienne Westwood, Chanel, Kenzo, Emanuel Ungaro e Jean Paul Gaultier, oltre che per Victoria's Secret nel 1998.

## Agenzie
Tra le agenzie che l'hanno rappresentata ci sono state:
- Elite Model Management - Los Angeles[3]
- IMG Models - Parigi[3]
- City Models[1]

## Cinema
Dopo un'apparizione non accreditata in Celebrity di Woody Allen, dal 2006 è apparsa in alcuni short e nel film Mon roi di Maïwenn (2015).